# Port lotniczy Kerki
Port lotniczy Kerki – międzynarodowy port lotniczy zlokalizowany w mieście Atamyrat w Turkmenistanie.